# Tilman von Hachenburg
Tilman von Hachenburg (* um 1420; † um 1486) ist einer der ersten namentlich bekannten Glockengießer im ehemaligen rechtsrheinischen Teil des Erzbistums Trier. Aus seiner Werkstatt sind noch über 40 Glocken, in zumeist denkmalgeschützten Kirchen im Raum Westerwald, erhalten.

## Leben
Über das Leben des Tilman von Hachenburg sind wenige Informationen überliefert. Ob Hachenburg sein Geburtsort oder der eines seiner Vorfahren war, ist unklar. Tilman lernte vermutlich in Köln das Glockengießer-Handwerk. Um 1450 eröffnete er in Andernach eine Werkstatt und erwarb das Bürgerrecht.
Mitte der 1460er verlegte Tilman seine Produktion nach Montabaur und erwarb dort das Bürgerrecht. Von dieser Werkstatt aus lieferte er Glocken an Kirchen im rechtsrheinischen Teil des Erzbistums Trier. Im 15. Jahrhundert war ein Höhepunkt der Einführung der gotischen Rippenglocke.
Die Werkstatt in Andernach übernahm sein Geselle Johann van Andernach, dessen Nachfahren sie bis 1543 weiterführten. Von hier aus wurden bis 1488 bevorzugt die Kirchen im linksrheinischen Teil des Erzbistums Trier beliefert.
Tilmann starb um 1486. Nach dem Tod von Tilman übernahm die Werkstatt in Andernach die Lieferung im Rechtsrheinischen.
In Hachenburg wurde die Tilmannstraße nach ihm benannt.

## Erhaltene Glocken (Auswahl)

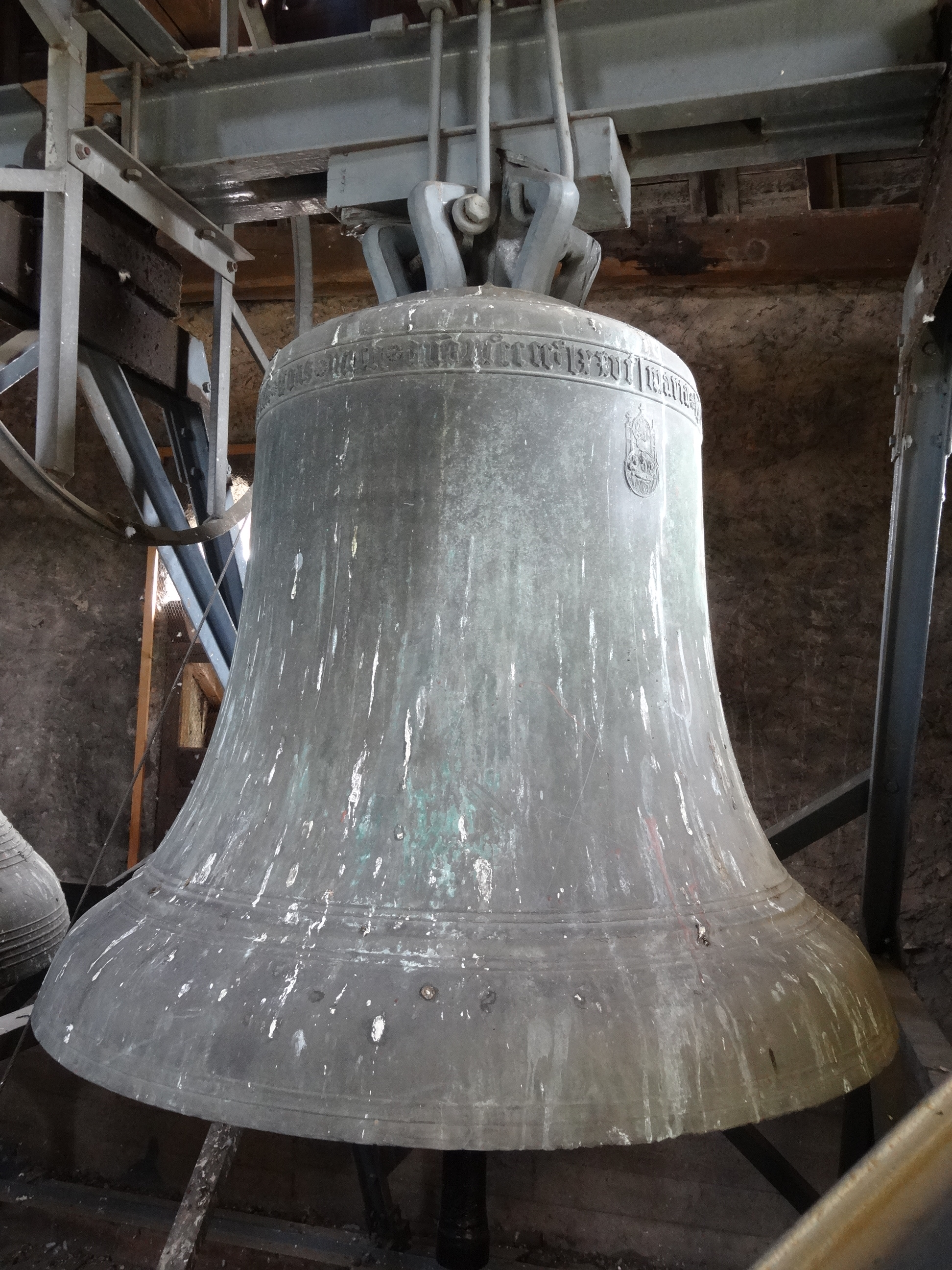
Marien- oder Elfuhr-Glocke in der Evangelischen Kirche Großen-Linden

- 1451, Marienglocke, Liebfrauenkirche, Hadamar
- 1452 und 1455, Martinsglocke und Hl. Kreuz, Martinskirche, Heuchelheim
- Osanna, Maria-Heimsuchung, Höhn
- 1447, Johannes Enthauptung, Lahr
- 1475, Bonifatius-Glocke, Evangelische Kirche, Greifenstein-Ulm
- 1476, Marien- oder Elfuhr-Glocke, Evangelische Kirche Großen-Linden
- 1477, Martinsglocke, St. Martin, Oberwesel
- 1477, Marienglocke und Stephansglocke, St. Stephanus, Niederburg